# Fluren, Dalarna
Fluren är en sjö i Älvdalens kommun i Dalarna och ingår i Dalälvens huvudavrinningsområde. Sjön har en area på 0,0724 kvadratkilometer och ligger 442,1 meter över havet.

## Delavrinningsområde
Fluren ingår i det delavrinningsområde (680195-136963) som SMHI kallar för Ovan 680036-136985. Medelhöjden är 448 meter över havet och ytan är 2,32 kvadratkilometer. Det finns inga avrinningsområden uppströms utan avrinningsområdet är högsta punkten. Vattendraget som avvattnar avrinningsområdet har biflödesordning 5, vilket innebär att vattnet flödar genom totalt 5 vattendrag innan det når havet efter 438 kilometer. Avrinningsområdet består mestadels av skog (45 procent) och sankmarker (48 procent). Avrinningsområdet har 0,07 kvadratkilometer vattenytor vilket ger det en sjöprocent på 3,1 procent.